# Il cacciatore di vampiri
Il cacciatore di vampiri (殭屍) è un film del 2013 diretto da Juno Mak.
Film horror di Hong Kong, omaggio alla serie di Mr. Vampire, che vede tra i suoi produttori Takashi Shimizu. È conosciuto anche con il titolo internazionale in inglese Rigor Mortis.

## Trama
Un ex attore, diventato celebre per il ruolo di cacciatore di vampiri, è ora caduto in disgrazia, separato dalla moglie ed incapace di avere un rapporto con suo figlio. L'uomo affitta la stanza 2442 di un edificio fatiscente, che si dice sia infestato da entità maligne, intenzionato a farla finita. Si appende al soffitto, ma il gesto scatena la presenza di spiriti macchiati di sangue che vogliono impadronirsi del suo corpo. Poco prima che ciò accada, un altro uomo taglia la corda dell'impiccato, annullando l'azione dei fantasmi. Rimasto in vita, l'ex attore comincia a conoscere gli abitanti del posto, un maestro taoista-esorcista, una casalinga traumatizzata da un tragico passato e una vecchietta apparentemente innocua che però ha una bara vuota piazzata nel mezzo del suo appartamento. Come se non bastasse altre presenze misteriose si aggirano per il residence, un uomo scompare senza lasciare traccia e lui si troverà a lottare per difendere la sua vita contro alcune presenze maligne.

## Riconoscimenti
- 2013 - Mostra internazionale d'arte cinematografica
  - Presentato alla sezione giornate degli autori
- 2013 - Tokyo International Film Festival
  - Candidatura miglior film asiatico per Juno Mak
- 2013 - Sitges - Catalonian International Film Festival
  - Candidatura miglior film a Juno Mak
- 2013 - Hong Kong Film Festival
  - Candidatura nuovi talenti a Juno Mak
- 2013 - Golden Horse Film Festival
  - Vincitore del premio FIPRESCI
  - Candidatura miglior regia a Juno Mak
  - Candidatura miglior trucco e costume a Phoebe Wong, Miggy Cheng, Kittichon Kunratchol
- 2014 - Gérardmer Film Festival
  - Vincitore del premio speciale della giuria
- 2014 - Fright Meter Awards
  - Vincitore per i migliori effetti speciali
- 2014 - Black Movie Film Festival
  - Vincitore per l'audience award a Juno Mak
- 2014 - To Ten Chinese Films Festival
  - Vincitore dell'Handbook Film Award
- 2014 - Hong Kong Film Critics Society Awards
  - Vincitore per il miglior film
  - Candidatura miglior attore a Anthony Chan
  - Candidatura miglior attrice a Paw Hee-ching
- 2014 - Asian Film Awards
  - Candidatura miglior montaggio a David M. Richardson
  - Candidatura migliori effetti visivi a Enoch Chan
  - Candidatura miglior fotografia a Ng Kai-Ming
  - Candidatura miglior attrice a Paw Hee-ching
- 2014 - Chinese Film Media Awards
  - Candidatura miglior regia a Juno Mak
  - Candidatura miglior attore a Anthony Chan
  - Candidatura miglior film a Juno Mak
  - Candidatura miglior attrice a Paw Hee-ching
  - Candidatura miglior regista esordiente a Juno Mak
- 2014 - Hong Kong Film Awards
  - Miglior attrice non protagonista a Kara Hui
  - Migliori effetti visivi a Enoch Chan
  - Candidatura miglior attrice a Paw Hee-ching
  - Candidatura miglior attore non protagonista a Anthony Chan
  - Candidatura miglior fotografia a Ng Kai-Ming
  - Candidatura miglior regista esordiente a Juno Mak
  - Candidatura miglior sound designer a Steve Miller, Benny Chu
  - Candidatura miglior direzione artistica a Irving Cheung
  - Candidatura miglior trucco e costume a Phoebe Wong, Miggy Cheng, Kittichon Kunratchol
- 2015 - Golden Koala Chinese Film Festival
  - Vincitore del premio speciale della giuria
- 2015 - Golden Trailer Awards
  - Vincitore del miglior trailer dell'anno